# EZ3kiel
Pour les articles homonymes, voir Ézéchiel (homonymie).
EZ3kiel est un groupe de musique électronique français, originaire de La Riche et de Tours, formé en 1993.

## Biographie
Le groupe prend d'abord le nom d'EZEKIEL en référence au film Pulp Fiction de Quentin Tarantino,. Après la sortie de l'album Handle With Care le groupe crée son site internet, le nom de domaine ezekiel.com étant déjà réservé, le groupe décide de s'appeler EZ3kiel. À son origine le groupe est composé de Yann Nguema à la basse, Matthieu Fays à la batterie et Florent Duytschaever à la guitare,. En 1994, ils sont rejoints par Brigitte Amédomé au chant et Johan Guillon à la guitare pour leurs premiers concerts,.
En 1999, après la sortie du maxi Equalize It, Brigitte et Florent quittent le groupe. À ses débuts, le groupe développe un trip hop orienté dub et jungle, et se montre autant créatif sur le plan musical que sur le plan visuel. Le travail artistique s'axe sur la recherche d'une symbiose entre image et son.
En 2010, le groupe lance le Naphtaline Orchestra à Grenoble. Il s'agit de déclinaisons de morceaux, notamment de l'album Naphtaline, jouées avec un orchestre symphonique. L'expérience est renouvelée en 2011 à Tours avec trois nouvelles dates. En février 2012, la formation EZ3kiel Naphtaline Orchestra se produit au théâtre Sébastopol de Lille, l'évènement était retransmis en direct sur plusieurs sites internet et a été suivi par plus de 7 000 personnes,.
À la suite de ces concerts avec orchestre, EZ3kiel lance le projet EZ3kiel Extended en septembre 2012. Il s'agit d'une formation spéciale pour une série de concerts liant image et musique. Pour cette tournée le groupe est donc accompagné de Sylvain Joubert à la basse, Cyril Soufflet au piano, Gérald Bouvet à la guitare, Erick Pigeard au séraphin et aux percussions, Thomas Quinart au thérémine au saxophone baryton et à la scie musicale, Bertrand Margelidon à la trompette et au bugle, Simon Dupire au trombone, Pierre Malle et Ombeline Collin aux violons, Anthony Chéneau au violon alto et de Benjamin Garnier au violoncelle.
En juin 2021, le groupe annonce la sortie de son album, La Mémoire du feu, prévue pour début 2022, ainsi qu'un renouvellement des membres du groupes en intégrant notamment des parties chantées. Les membres historiques, Johan Guillon (claviers, machines, guitares), Stéphane Babiaud (batterie, percussions, wurlitzer, piano, vibraphone, chœurs), sont rejoints par quatre nouveaux membres : Jessica Martin-Maresco (chant, claviers, percussions), Benjamin Nerot (chant, guitare), Jean-Baptiste Fretray (Basse) et Nicolas Puaux (guitare, chœurs), Sylvan Joubert (basse) est toujours présent également. L'album est révélé le 7 janvier 2022 et publié par Virgin Records.

## Dimension visuelle
Depuis ses débuts, EZ3kiel développe parallèlement à sa production musicale une identité graphique qu'il intègre à sa scénographie. La mise en scène se fait à l’aide d'écrans de différentes factures, de manière complémentaire avec l'éclairage et le son[réf. nécessaire]. Yann Nguema, responsable de l’ensemble de la production visuelle du groupe, axe son travail principalement autour du spectacle vivant avec une recherche autour de l’association image-musique. Il intègre l’outil informatique à son processus de création en développant ses propres logiciels. En 2010, leur musique est utilisée pour un film au Futuroscope, La Vienne dynamique, avec également Freddy Jay et Vitalic.
L'album LUX, sorti le 10 novembre 2014, est accompagné d'une tournée dont la scénographie est réalisée par Arnaud Doucet et Yann Nguema.

### Mécaniques poétiques
|  |

En 2007, lors de la sortie de l'album et DVD-ROM Naphtaline, Yann Nguema, bassiste et graphiste du groupe, a l'occasion de donner vie aux interfaces du DVD en collaborant avec des laboratoires scientifiques : l’Atelier arts-sciences, avec le soutien du CEA Grenoble et de l’Hexagone scène nationale de Meylan, d’Erasme (Centre Multimédia du conseil général du Rhône), de Médias-cité et du DICREAM. De cette résidence, qui a duré deux ans, naissent des installations mêlant objets anciens et technologiques de pointes,. L'exposition, nommée Les Mécaniques Poétiques,, voyage alors dans plusieurs lieux : Minatec à Grenoble, le Palais de la découverte et la Maison des metallos à Paris, au Pavillon Rhône-Alpes de l'Exposition universelle de Shanghai, le Kiosque culturel à Vannes, le Château des ducs de Bretagne à Nantes, la Maison Folie de Wazemmes à Lille, Les Champs libres à Rennes.

### Mapping
En 2014, Yann Nguema propose également des mapping, comme au château de Candé, qui explorent les possibilités offertes par l’association projection/interaction/laser. Il est également au programme de l'édition 2015 de la Fête des lumières de Lyon avec un mapping vidéo sur la Cathédrale Saint-Jean. L'édition 2015 est finalement annulée mais le mapping est à nouveau présent dans le programme de l'édition 2016 à l'issue de laquelle il remporte le « trophée des Lumières » France 3 pour son projet nommé Évolutions. Yann Nguema a utilisé les 12 000 pierres de la cathédrale comme autant de pixels, afin de jouer sur son relief et de l'utiliser comme un écran monumental de projection. Il a ainsi pu mettre en mouvement le monument à l'aide de son propre logiciel. Il a associé à ce mapping vidéo un faisceau laser et de la lumière dynamique, qui sont des effets visuels innovants dans ce domaine.
Le projet est ensuite adapté sur l'église Saint-James à Montréal en février 2017 dans le cadre du festival Illuminart puis de nouveau adapté sur la cathédrale de Metz en juin 2017 dans le cadre de la saison culturelle Constellations de Metz. Le projet Évolutions (projeté à Lyon) a également été adapté sous le nom Convolution sur la façade du Musée National de Singapour en août 2017. Ce même mapping est ensuite adapté sur la Cathédrale Alexander Nevsky de Lodz en Pologne dans le cadre du Light Move Festival. Yann Nguema créé ensuite un nouveau mapping, CARYATIDS, projeté en octobre 2017 sur l'église Sainte-Ludmilla de Prague lors du SIGNAL Festival.

## Membres

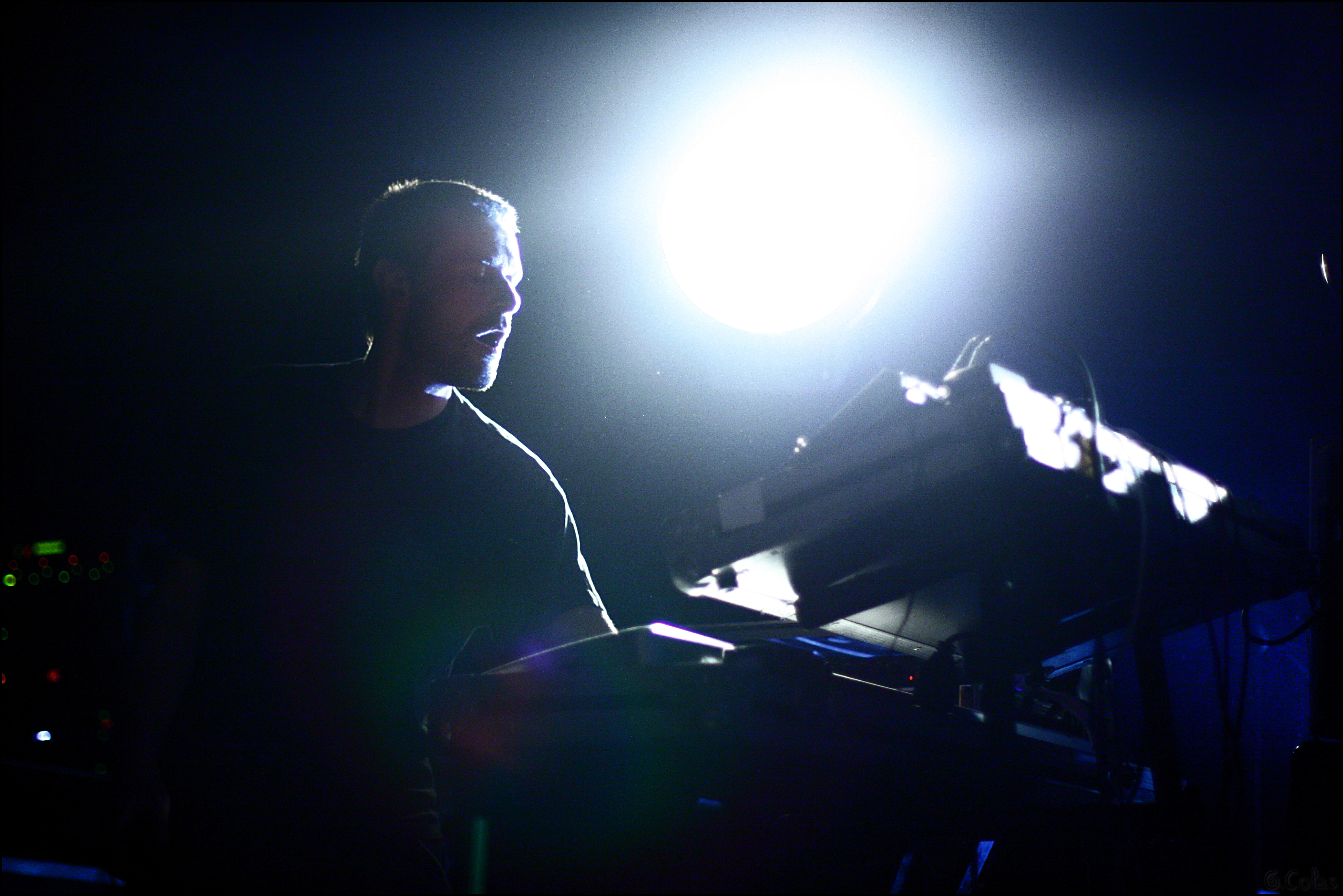
Johan Guillon.
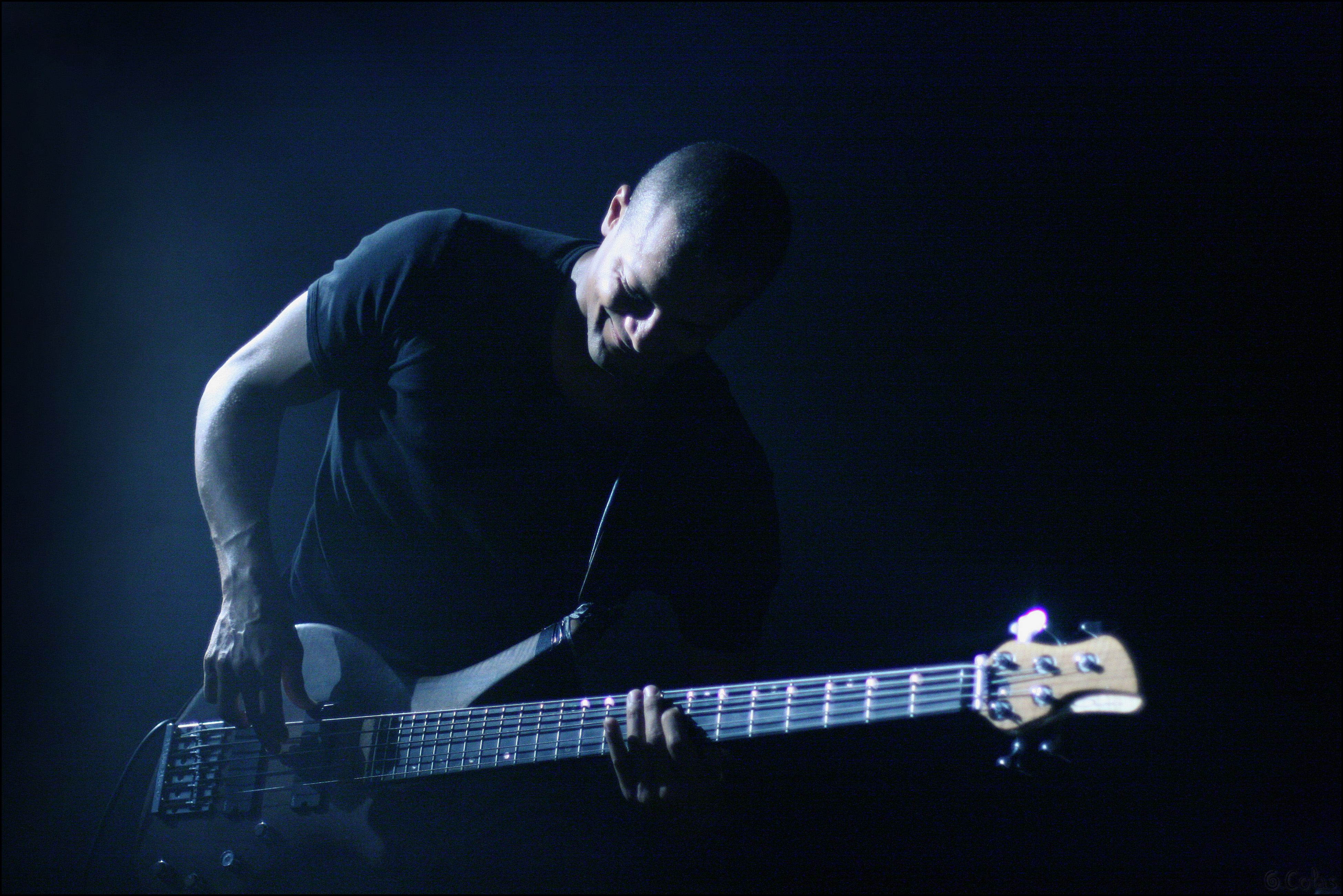
Yann Nguema.
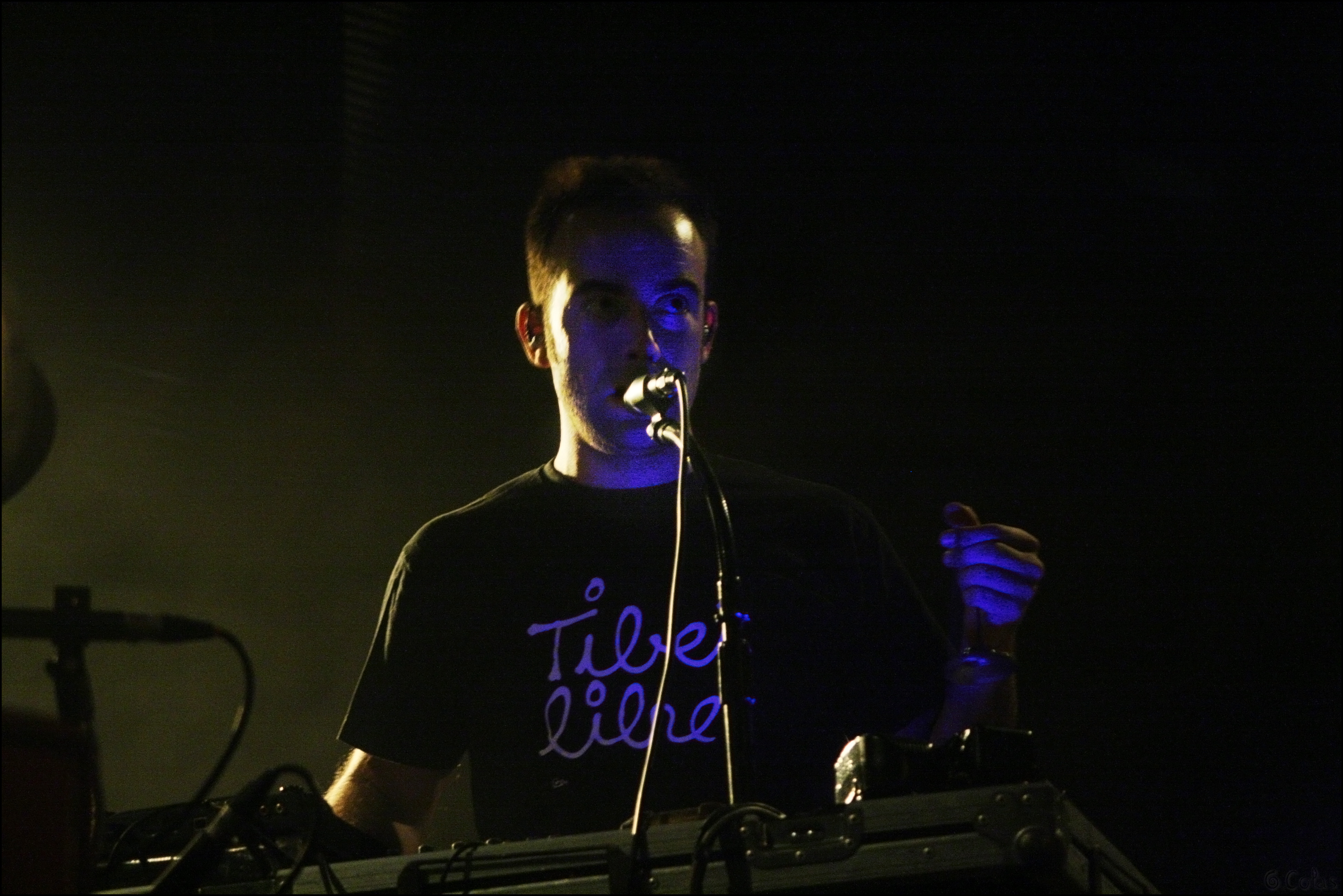
Stéphane Babiaud.

Matthieu Fays, batteur, est le fondateur du groupe avec Yann Nguema. Il quitte le groupe en mai 2012 après plus de vingt ans de collaboration.
Yann Nguema, à l'origine, est le bassiste du groupe. C'est aussi lui qui s'occupe de toute la dimension visuelle du groupe. En 2012 il arrête la basse pour se consacrer uniquement aux visuels et à la programmation. Il se dirige ensuite vers des projets de mapping à partir de 2016. Il quitte EZ3kiel et n'est pas présent sur l'album La mémoire du feu sorti en 2022.
Johan Guillon est aux claviers, machines, guitare et samples du groupe.
Stéphane Babiaud rejoint officiellement le groupe en 2007 pour l'album Battlefield après avoir participé à l'enregistrement de l'album Naphtaline en tant qu'invité. Il joue de la batterie, du vibraphone, du glockenspiel, du clavier et de la basse. Il dirige en tant que chef d'orchestre les concerts du Naphtaline Orchestra.
Sylvain Joubert remplace Yann Nguema à la basse à partir de l'album L.U.X, il était déjà présent sur la tournée Extended.
Jessica Martin-Maresco, Benjamin Nerot, Jean-Baptiste Fretray et Nicolas Puaux rejoignent EZ3kiel lors de la sortie de l'album La Mémoire du feu en janvier 2022.
Suivant leurs projets et tournées, de nombreux musiciens accompagnent EZ3kiel, notamment pour les formations en orchestre, et les tournées Collision.

## Discographie

### Album concept
En 2022 sort un album-concept, sur le thème d'une épopée romantique entre deux personnages, Duane et Diane,. C'est une collaboration avec l'auteur Caryl Férey, alternant chansons, musique et passages contés. La sortie et la tournée sont perturbés par la cinquième vague de la pandémie de Covid-19.